# Laspeyria lilacina
Laspeyria lilacina är en fjärilsart som beskrevs av W. Warren 1913. Laspeyria lilacina ingår i släktet Laspeyria och familjen nattflyn. Inga underarter finns listade i Catalogue of Life.